# Неа ту Лехову
„Неа ту Лехову“ (на гръцки: «Νέα του Λεχόβου», в превод Леховски новини) е гръцки вестник, издаван в леринското арванито-влашко село Лехово, Гърция.

## История
Вестникът започва да излиза в 1981 година - началото на златното десетилетие за регионалния печат в Гърция при управлението на ПАСОК. Публикува статии от историята и фолклора на селото, както и новини от живота на жителите. Спира в 1983 година.